# Portulaca philippii
Portulaca philippii är en portlakväxtart som beskrevs av Ivan Murray Johnston. Portulaca philippii ingår i släktet portlaker, och familjen portlakväxter. Inga underarter finns listade i Catalogue of Life.